# 이와타 미츠오
이와타 미츠오(일본어: 岩田 光央 いわた みつお[*], 1967년 7월 31일 ~ )는 일본의 성우이다.

## 출연작

### 애니메이션
기타
- 슈팅 바쿠간 4기 - 루미나 아에로간

1983년
- 캡틴 - 아사마

1986년
- 청춘 애니메 전집 - 사쿠지

1987년
- 에스퍼 마미 - 키무라

1988년
- AKIRA - 카네다 쇼타로

1990년
- 산쵸메의 휴일 - 호시노 로쿠로, 오카모토 지로 외
- 맛의 달인 - 우에다
- 마법의 엔젤 스위트 민트 - 마론, 로벨

1993년
- 무책임함장 테일러 - 사카이 코지로

1994년
- D.N.A ~어디선가 잃어버린 그 녀석의 그 녀석~ - 소메야 카키마

1996년
- 아기와 나 - 후지이 토모야
- 아이들의 장난감 - 타나카 선생, 스지

1997년
- 넥스트 전기 EHRGEIZ - 제이 스트라이커
- 용자왕 가오가이가 - 마이크 사운더스, 스탤리온 화이트, 늑골원종

1998년
- 오! 나의 여신님 작다는 건 편리해 - 간짱
- 이니셜 D - 다케우치 이츠키
- 시공탐정 겐시군 - 게라
- DT 에이트론 - 가피
- 명탐정 코난 - 오오타니 카오루

1999년
- 이니셜 D Second Stage - 다케우치 이츠키
- 집 보는 에비츄 - 마짱
- 천사가 될거야 - 디스펠/넥페트
- 트러블 초콜렛 - 고멘챠이
- 파워스톤 - 류마
- 와일드 암즈 트와일라이트 베놈 - 아이작

2000년
- 반드레드 - 표로, 섬 주민 A
- 사쿠라 대전 - 모리타
- 데블파이터 - 펜리르, 니즈호그
- STRANGE DAWN - 베레
- 디지털 토코로 씨 - 인디 포커
- 브리가둔 마린과 메란 - 마이크 화이트, 포이쿤
- 마슈란보 - 헤타레

2001년
- 반드레드 the second stage - 표로
- 앙천인간 바토시라 - 시카토라/트라오저
- 사이보그 009 2001년 판 - 008 퓬마
- 지구방위가족 - 하야카와 타쿠야
- 작은 눈의 요정 슈가 - 빈센트
- 암스 - 가우스 골

2002년
- 오네가이 티쳐 - 마구모 효스케
- 진 여신전생 데빌 칠드런 빛의 서 어둠의 서 - 쿠드락
- 히카루의 바둑 - 쿠라타 아츠시
- 미르모 퐁퐁퐁 - 반장

2003년
- 크레용 신짱 - 스에지로
- 무적뱅커 크로켓 - 프린프린
- 스트라토스4 - 사코 코이치로
- 모험유기 플러스터 월드 - 파마
- 라스트 엑자일 - 샘, 녹스, 관측원

2004년
- 이누야샤 - 슈쇼
- 선생님의 시간 - 나카무라 겐
- 트랜스포머 슈퍼 링크 - 로드버스터
- 니닌가 시노부전 - 소돔
- 빛과 물의 다프네 - 하나오카 오사무
- 블랙 잭 - 콘그
- BECK - 타나베

2005년
- 아쿠에와 갓친의 텐코모리 - 우주인
- GUN X SWORD - 부치
- 작안의 샤나 - 마르코시어스
- 진키 익스텐드 - 카리스
- 블랙 잭 - 동생의 아들
- 메르 - 존 피치

2006년
- 오! 나의 여신님 각자의 날개 - 네즈미
- 사랑하는 천사 안젤리크 - 제펠
- 개구리 중사 케로로 - 가키 대장성인
- D.Gray-man - 알레이스터 크로울리 3세
- .hack/Roots - 네기마루
- 격부술사 요역문 - 카인 시게마
- 두 사람은 프리큐어 Splash Star - 도로도론
- 푸루룽! 시즈쿠짱 - 누마오 군
- 명탐정 코난 - 나카니시 사부로
- 요괴인간 벰 - 임프

2007년
- 월면토병기 미나 - 카토 D
- 사랑하는 천사 안젤리크 2기 - 제펠
- 작안의 샤나 II - 마르코시어스
- 스컬맨 - 사쿠스 03
- 하야테처럼! - 히메가미 아카네
- 푸루룽! 시즈쿠짱 - 누마오 군
- 명탐정 코난 - 사카하시 잇파치, 사회
- 모에땅 - 아저씨

2008년
- 아따맘마 - 사부로
- 광란가족일기 - 미켈란젤로
- 게게게의 키타로 - 쿠비레귀신
- 명탐정 코난 - 쿠스다 리쿠미치

2009년
- 슬랩 업 파티 - 하르센
- 공중그네 - 이와무라 요시오
- 샹그리라 - 카메이
- 명탐정 코난 - 슈토 고우키

2010년
- 트랜스포머 애니메이티드 - 렉가
- 내 여동생이 이렇게 귀여울 리가 없어 - 코메트
- 케시카스 군 - 케시카스 군
- 누라리횬의 손자 - 운가이쿄
- 팬티 & 스타킹 with 가터벨트 - 스피드광 고스트
- 메탈 파이트 베이블레이드 폭 - 브라질 DJ
- 원피스 - 엠폴리오 이반코프(대역)

2011년
- 작안의 샤나 III Final - 마르코시어스
- 데드맨 원더랜드 - 카니발 코프스 중계 아나운서
- 토리코 - 써니
- 도로롱 엔마군 활활 - 켓토바시
- 일상 - 13호
- 부르잖아요, 아자젤 씨 - 세야

2012년
- 이니셜 D Fifth Stage - 다케우치 이츠키
- 퀸즈 블레이드 리벨리온 - 벨페

2013년
- 내 여동생이 이렇게 귀여울 리가 없어 - 코메트
- 킬라킬 - 후쿠로다 타카하루
- 안경부! - 타나카 안토니오

2014년
- 저, 트윈 테일이 됩니다 - 아울 길디
- 구구레! 코쿠리상 - 마스코트
- SHIROBAKO - 이나나미 요시카즈, 토미가야
- 듀얼 마스터즈 VS - 바쿠단 노로
- 마법소녀대전 - 토로
- 월드 트리거 - 에이타
- 원피스 에피소드 에이스의 죽음을 넘어서! 루피 동료와의 맹세 - 엠폴리오 이반코프, 가이람

2015년
- 온천 요정 하코네짱 - 하코네코
- SHIROBAKO - MC남
- 성검사의 금주영창 - 친위대장
- 드래곤볼 슈퍼 - 샴파
- 밤의 얏타맨 - 산피
- 월드 트리거 - 토마 이사미
- 원피스 에피소드 오브 사보 3형제의 인연 기적의 재회와 받아 이어진 의지 - 엠폴리오 이반코프

2016년
- 우주 패트롤 루루코 - 케이지
- 사이키 쿠스오의 재난 - 사이키 쿠니하루
- 사카모토입니다만? - 후카세 씨
- 디멘션 W - 죠니 웡
- 너스위치 코무기짱 R - 오에돈 괴인
- 바쿠온 - 온사의 아버지
- 빅 오더 - 햣키 모모타로
- 3월의 라이온 - 야스이 마나부

2017년
- 달이 예쁘다 - 미즈노 히로시
- 100% 파스칼 선생님 - 데몬 파스칼
- 마법진 구루구루 - 데마
- 키노의 여행 -the Beautiful World- the Animated Series - 주인공의 아버지

2018년
- 사이키 쿠스오의 재난 2 - 사이키 쿠니하루
- 패궁 봉신연의 - 비도
- 즐겁게 놀아보세 - 히지리의 아들
- 노을빛 소녀 - 누누루스
- 기숙학교의 줄리엣 - 아저씨
- 센류소녀 - 유키시로 요시히코

2019년
- 귀멸의 칼날 - 우동집 주인

2020년
- 게게게의 키타로 6기 - 사자에오니
- 글레이프니르 - 마도카
- 섀도우버스 - 타베오카 마이셀
- 드래곤 퀘스트 타이의 대모험 - 자보에라

2021년
- 에비시 수업일기（ヤゴ男、カニ山さん、エビジィ）
- 디지몬 어드벤처: (메피스몬)
- 디지몬 고스트 게임 (타임몬)
- EDENS ZERO(모스코)
- 겟타로보 아크 (이가리 부대장)
- 킹덤

### OVA
- 동급생 : 여름의 끝에(모로오카 와타루)
- 동급생 클라이막스(모로오카 와타루)
- 골든보이(오오에 킨타로)
- 메모리즈 오프 3.5~추억의 저편으로~(타나카 이치타로)
- 선생님의 시간 GOLD(나카무라 겐)
- 톱을 노려라2!(니콜라)
- 전투요정소녀 도와줘! 메이브쨩(망각의 마물 포겟타)
- 용자왕 가오가이가 파이널 - 마이크 사운더스 13세, 스탤리온 화이트
- MEGAZONE23 III(아키라)
- 작안의 샤나 OVA 사랑과 온천의 교외학습(마르코시아스)
- 이니셜D OVA 시리즈(다케우치 이츠키)

### 극장 애니메이션
1981년
- 캡틴(아사마)

1985년
- 시끄러운 녀석들3 리멤버·마이·러브 (매지션의 루우)

1986년
- 시공의 나그네 (하세가와 신이치)

1988년
- AKIRA(가네다 쇼타로)

1996년
- PIPI 날 수 없는 반딧불(유우)

1998년
- CG판 비스트워즈 메탈스(실버볼트)
- 갑자기! 고양이의 나라 바니팔위트 (도우)

1999년
- 더☆도라에몽즈 이상한 과자 오카시나? (니가니가)
- 비스트워즈 메탈스 콘보이 대변신! (실버볼트)

2001년
- 이니셜 D Third Stage - 다케우치 이츠키

2004년
- DEAD LEAVES（666）

2006년
- 극장판 동물의 숲 (간베이)
- 파프리카(츠무라 시호)
- 명탐정 코난 탐정들의 진혼가

2007년
- 작안의 샤나S (마르코시아스)
- 박살천사 도쿠로2

2008년
- 극장판MAJOR 우정의 강속구(맥스)

2011년
- 두부요괴

2012년
- 크레용 신짱 태풍을 부르는 나와 우주의 프린세스(우라나스빈)

2013년
- 극장판 토리코 미식신의 초식보(써니)

2015년
- 천재 바카본 되살아난 ~플란다스의 개~(본관씨)

2017년
- DC 수퍼 히어로즈 VS 매의 발톱단(펭귄)

2021년
- 극장판 주술회전 0

### 특촬
- 동물전대 쥬오우저 - 쿠발
- 수리검전대 닌닌저 - 요괴 엔라엔라

### 더빙
- 큐빅스(몽구/이와모토 류타)
- 대초원의 작은 집(데뷔작)
- 트랜스포머 시리즈
  - 트랜스포머 비스트 워즈 - 실버볼드
  - 트랜스포머 비스트 워즈 리턴 - 제트스톰, 실버볼트
  - 트랜스포머 프라임 - 하드셸
  - 트랜스포머 애니메이티드 - 렉가
  - 트랜스포머 프라임 - 하드셸
- 피터 팬 - 피터 팬

### 게임
1986년
- 사라진 프린세스(코바야시 몬타)

1989년
- 천외마경 ZIRIA(지라이야, 너구리 지라이어)

1993년
- 천외마경 풍운 순무리전 (지라이야)

1995년
- 안젤리크 Special(강철의 수호성 제페르)
- 천외마경 진전 (지라이야)
- 천외마경 전뇌 계략 격투전 (자기야)

1996년
- 안젤리크 Special2 (강철의 수호성 제페르)

1997년
- 뇌노기병 가이블레이브(켄)

1998년
- 안젤리크 듀엣 (강철의 수호성 제페르)
- 안젤리크 천공의 진혼가 (강철의 수호성 제페르)
- 엘리의 아틀리에 ~잘부르크의 연금술사2~ (오토 홀바인)
- 화성 이야기 (미하엘, 와셔)
- 쭉 함께 (오오모리 마사하루)
- 뇌노기병 가이블레이브 2(켄)

1999년
- élan (레이)
- 언젠가 서로 중첩되는 미래로 (서크 버제스)
- 더 킹 오브 파이터즈 '99 EVO (키리시마 쇼)
- 스트리트 파이터 III 3rd STRIKE(숀)
- 디바이스레인(조커)
- 트랜스포머 비스트워즈 메탈스 격돌! 땅땅 배틀 (실버 볼트)

2000년
- 안젤리크 트로아 (강철의 수호성 제페르)
- 더 킹 오브 파이터즈 2000 (키리시마 쇼)
- 브레이브 사가2(마이크 사운더스 13세, 스타리온 화이트)

2002년
- 추억으로 변하는 그대~Memories Off~ (텐초 <다나카 이치타로>)
- 킹덤 하츠(피터팬)
- 더 킹 오브 파이터스 2002(KUSANAGI)
- 히카루의 바둑 헤이안 환상이문록 (쿠라타 마스타카)

2003년
- ANUBIS ZONE OF THE ENDERS （릭）
- 안젤리크 에뚜왈 (강철의 수호성 제페르)
- 고로케! 2 어둠의 뱅크와 뱅 여왕 (푸딩 푸딩)
- 고로케! 3 그라뉴 왕국의 수수께끼 (푸딩)
- 더 킹 오브 파이터즈 2003(KUSANAGI)
- 천주참(기무라)

2004년
- 킹덤 하츠 체인 오브 메모리즈(피터팬)
- 고로케! 4 뱅크 숲의 수호신 (푸딩 푸딩)
- 고로케! 반왕의 위기를 구해라 (푸딩)
- 고로케! Great 시공의 모험자 (푸딩 푸딩)

2005년
- CROSSWORLD~낯선 하늘의 에타티아~(의문의 점쟁이 <달 노래의 형>)
- 고로케! DS 천공의 용사들 (푸딩 푸딩)
- 제3차 슈퍼로봇대전α 종언의 은하로 (마이크 사운더스 13세)

2006년
- 작안의 샤나 (마르코시아스)
- 천외마경 ZIRIA~ 아득한 지팡구~ (지라이야)
- .hack//G.U.(파원)

2007년
- 슈퍼로봇대전 OG ORIGINAL GENERATIONS (카일 빈)
- 유구노 사쿠라 (히노카츠)

2008년
- 소닉 월드 어드벤처
- 한여름의 경험!? (타카오카 토라오)
- 테일즈 오브 베스페리아 (예거 / 라기)
- 유아 메모리즈 오프~Girl's Style~(텐초〈타나카 이치타로〉)

2009년
- 어둠의 끝에서 너를 기다려 (사쿠라바 카츠미)
- 전격학원 RPG Cross of Venus (마르코시아스)

2010년
- 양귀비 배틀 카스티발 (양귀비 / 붐볼구 / 코게카스)
- 소닉 컬러즈(오봇)
- .hack//Link(네기마루,세르반테스,게랑고)
- 노 페이트! ~only the power of will~ (시무라 마사시)
- ONE PIECE 원피베리 매치 W (엠포리오 이반코프)

2011년
- 토리코 미식가 서바이벌! (써니)
- ONE PIECE 언리미티드 크루즈 스페셜 (엠포리오 이반코프)
- ONE PIECE 기간트 배틀! 2 신세계 (엠포리오 이반코프)

2012년
- 토리코 미식 서바이벌! 2 (써니)
- 토리코 미식 몬스터즈! (써니)
- 원피스 해적무쌍 (2012년 - 2020년 엠포리오 이반코프) - 4작품 [주 4]
- 원피스 ROMANCE DAWN 모험의 새벽 (엠포리오 이반코프)

2013년
- 토리코 글루 메가배틀! (써니)
- 소닉 로스트월드(오봇)

2014년
- ONE PIECE 초 그랜드 배틀! X (엠포리오 이반코프)

2015년
- 안젤리크 르뜨르 (강철의 수호성 제페르 [58)])
- 슈퍼로봇대전 BX(마이크사운더스13세)
- 제3차 슈퍼로봇대전Z 천옥편 (니콜라스 바셀론)
- ROOT∞REXX (아사기리 류타로[59])

2016년
- 갓 오브 하이스쿨 [신스쿠] (이가라시 류지 [60])
- 드래곤볼 히어로즈 / 슈퍼 드래곤볼 히어로즈 (샴파) - 2작품

2017년
- 소닉 포스(오봇)

2018년
- 여자친구 (가) (2018년 - 2021년, 악빵남, 악도둑)
- 사이키 쿠스오의 훈난 망상 폭주 킥 배틀 (사이키 쿠니하루)
- 레고 인크레더블 패밀리 (신드롬 / 버디 파인)
- CARAVAN STORIES (바로치치치[61])

2019년
- 슈퍼로봇대전T(마이크사운더스13세)
- 팀소닉 레이싱(오봇)

2020년
- THE KING OF FIGHTERS for GIRLS (최번개)
- 쉐도우버스 챔피언스 배틀 (다베오카 마이셀 [63])
- 드래곤 퀘스트 다이의 대모험 크로스 블레이드 (자보엘라)

2021년
- 테일즈 오브 더 레이즈 (예거)
- 귀멸의 칼날 히노카미 혈풍담 (유타카)
- 슈퍼로봇대전DD(마이크사운더스13세)

### CD 드라마
- 고쿠도 군 만유기 - 란스/란시
- 괴물왕녀 - 모구라
- 라이어x라이어 - 사스케
- 용자왕 가오가이가 - 마이크 사운더스 13세
- 장난스런 키스 - 스도 선배
- 천외마경 시리즈 - 지라이아
- 타임 크라이시스 - '리처드 밀러

#### 대전게임
2000년
- 킹 오브 파이터즈 2000(키리시마 쇼)

2002년
- 킹 오브 파이터즈 2002(쿠사나기)

2003년
- 킹 오브 파이터즈 2003(쿠사나기)

2009년
- 킹 오브 파이터즈 2002 um(쿠사나기)

## 더빙
※더빙작의 경우 정확한 방송연도를 알아내기가 힘들어 제작국의 제작연도로 대체하였음.
※제작국과 캐릭터 호칭이 틀릴 경우 (제작국 명칭/일본 방송 명칭) 원칙으로 표기하였음.